# Apocalyptic Raids
Apocalyptic Raids es el único EP de la banda suiza de metal extremo Hellhammer, grabado en Berlín Oeste en marzo de 1984 y publicado ese mismo mes a través de Noise Records. Este trabajo supuso el debut como bajista de Martin Eric Ain, que antes había grabado los coros en la maqueta Satanic Rites (1983) y que mejoró las letras de las canciones al ser el inglés su lengua nativa. Tras su lanzamiento obtuvo críticas mediocres, aunque después de la disolución del grupo recibiría el reconocimiento de artistas posteriores, que incluso versionarían algunos de sus temas. 
El EP sería reeditado en varias ocasiones e incorporaría dos temas grabados para el álbum recopilatorio Death Metal (1984). La reedición de 2020 alcanzó el top 40 en las listas de Suiza y Alemania, y fue dedicada a la memoria de Ain, fallecido en 2017. Con el paso del tiempo, varias publicaciones lo han situado como uno de los mejores trabajos de black metal.

## Trasfondo
Satanic Rites (1983) fue la primera maqueta sin el bajista original Steve Warrior que había sido despedido por el guitarrista y vocalista Tom Warrior por su creciente desinterés en la banda. Tras su salida, por el conjunto pasaron Mike Owens, que permaneció solo tres semanas porque Hellhammer no era el grupo que se ajustaba a su estilo; Martin Eric Ain, que solo participó en dos ensayos y que decidió marcharse porque no consideraba que fuera lo suficientemente bueno y Stephen Priestly, que previamente había sustituido al batería Bruce Day durante tres semanas y que en el momento de grabar Satanic Rites prefirió ir de compras con su madre. Martin Eric Ain había mantenido su relación con Tom Warrior y Day, y estuvo presente en las sesiones, coprodujo la maqueta, escribió algunas de sus letras y grabó algunos coros, aunque el hecho de que apenas hubiera ensayado, provocó que fuera Warrior el que tocara el bajo. De acuerdo con el vocalista: «Nos pasamos todo el día discutiendo qué había pasado y tras cansarnos de músicos indignos, nos dimos cuenta que Martin sería el bajista definitivo de Hellhammer. Era el destino. No había alternativa, ni para él ni para nosotros».

## Grabación

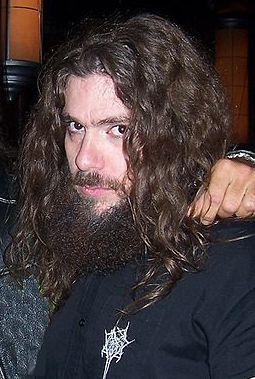
Martin Eric Ain, en la imagen, debutó como bajista en el EP.

El 1 de marzo de 1984, Warrior, Day y Ain viajaron en un tren nocturno de Zúrich a Berlín Oeste para grabar su primer EP, mientras tanto, sus amplificadores e instrumentos los llevaría el exbajista Steve Warrior en coche. Tras su llegada a la capital alemana, el grupo firmó un contrato con Noise Records y entre el 2 y el 7 de marzo grabó en el estudio Caet de Kreuzberg las cuatro canciones del EP y dos más para el recopilatorio Death Metal. El ingeniero de sonido fue Horst Müller, quien según los miembros del conjunto, necesitaba fumar marihuana antes de empezar a trabajar, además según Warrior «insistimos en que éramos los únicos que sabían como tenía que sonar Hellhammer, así que produjimos las sesiones, a pesar del hecho de que ninguno de nosotros sabía realmente lo que el término “productor” abarcaba». Años más tarde el guitarrista mostró su arrepentimiento por no haber permitido una mayor involucración de Müller: «Podríamos haber tenido una mejor producción, pero infravaloramos su experiencia. En aquellos momentos, Horst era fantástico. Cuando regresamos a Suiza y escuchamos la producción, supimos que era defectuosa». De acuerdo con Ain, Müller le señaló que tenía problemas con Bruce Day por su sentido del ritmo y su precisión. El bajista remarcó posteriormente que «habíamos ido a Berlín con la creencia de que íbamos a crear nuestro trabajo definitivo. Y regresamos sintiendo exactamente lo opuesto».
Originalmente, el EP iba a estar integrado por regrabaciones de tres temas de Satanic Rites: «Triumph of Death», «The Third of the Storms (Evoked Damnation)» y «Maniac», aunque finalmente el trío reemplazó la última por una pista acelerada llamada «Massacra» e incorporó otra compuesta a última hora, «Horus/Aggresor». Debido a la duración de «Triumph of Death», más de nueve minutos, la cara B tuvo que reducirse a 33 RPM, mientras la A permanecía a 45, algo completamente inusual y que provocó que varios oyentes no se percataran de cambiar las revoluciones en sus tocadiscos.

## Composición y estilo

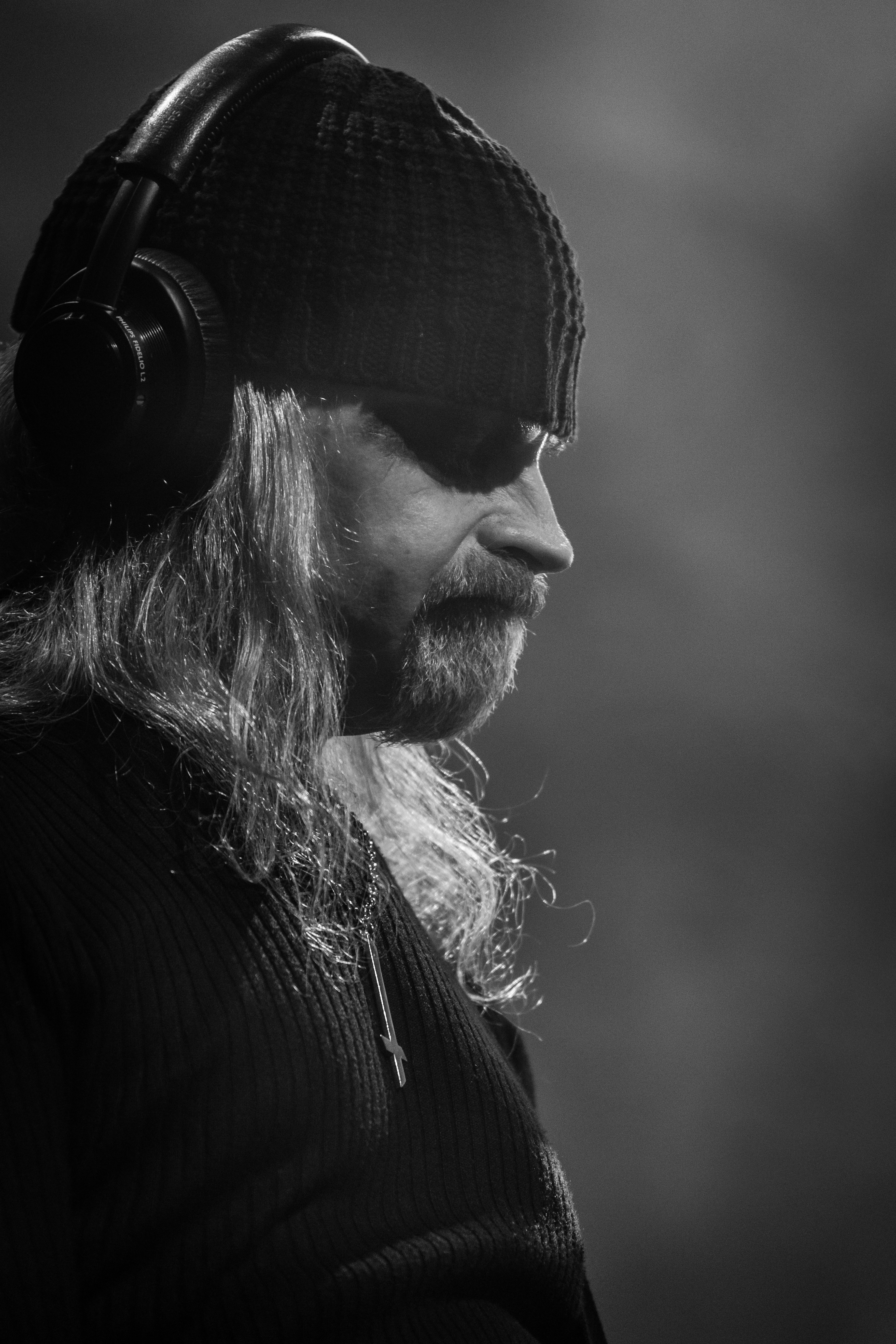
Tom Warrior, en la fotografía, fue el principal compositor.

Al igual que en sus tres primeras maquetas, Tom Warrior fue el principal compositor, aunque según él, «en cuestión de letras, Hellhammer era una banda diferente gracias a la influencia de Martin. Incluso en las canciones que había compuesto yo». Así, los temas exploran asuntos como la depresión o el ocultismo. La llegada de Ain también permitió mejorar las letras en inglés, ya que había nacido en los Estados Unidos y esa era su lengua materna, además solía pasar tiempo en la principal biblioteca de Zúrich para tener acceso a libros de Aleister Crowley, Eliphas Lévi y Austin Osman Spare.
De acuerdo con el escritor Dayal Patterson, «el EP muestra su inspiración hardcore punk, como en “Massacra” —en especial en su línea de batería que incluye una forma más primitiva e idiosincrásica del D-beat característico de Discharge— y mientras que en otras canciones presenta pasajes tortuosamente lentos y persistentes, completos con gritos de dolor, como en “Triumph of Death”». Greg Pratt, de la revista Decibel, escribió que «“The Third of the Storms (Evoked Damnation)” arranca con un tempo infestado de punk, una voz terrible y algunos riffs clásicos de Warrior. Las cosas se ponen más rápidas y más feas con “Massacra”. El caos continúa sin cesar en “Triumph of Death”». Por otra parte, según Kez Whelan, de la revista Terrorizer, «el EP presume de de una producción más limpia, pero no sacrifica nada de la atmósfera repugnante que hizo de Hellhammer un conjunto reconocible».

## Portada
Debido a que Hellhammer tenía un presupuesto ajustado y carecía de conexiones, Tom Warrior y Martin Eric Ain hicieron algunos bocetos para la portada del EP, hasta que finalmente los dos tuvieron sendos dibujos definitivos. La obra del bajista, titulada The Nameless Goat era una interpretación del Baphomet de Eliphas Lévi, mientras que la del guitarrista, The Sitting Death, mostraba un esqueleto en un trono.
También se utilizó una obra  del artista mexicano José Guadalupe Posada .Tras estudiar ambas ilustraciones y, ya que Ain había elegido el título del EP, ambos tomaron la decisión de que la segunda fuera la que apareciera en el disco. Warrior terminó la portada en su habitación al pegar tras el dibujo una cartulina negra y poner el nombre de la banda y del EP con la máquina de escribir de su madre. Para la contraportada, que incluyó la leyenda «Only Death is Real» —en español: Solo la muerte es real— y fotos del trío en blanco y negro, Ain diseñó un heptagrama, inspirado por el trabajo de Aleister Crowley, con una calavera en su interior.

## Lanzamiento

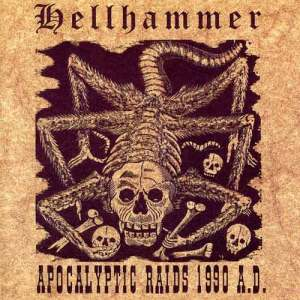
Portada de la reedición Apocalyptic Raids 1990 A.D..

Noise Records publicó Apocalyptic Raids en marzo de 1984, con lo que se convertiría en el único lanzamiento comercial de la banda. Para promocionarlo, la discográfica incluyó anuncios en la revista Kerrang! que describían al EP como: «Hace que Venom suene como Journey» y «Desafía las clasificaciones, ¡más pesado que Venom!», además dicha publicación lo situó en la posición 19 de su lista de sencillos de rock. En 1990 salió a la venta la reedición Apocalyptic Raids 1990 A.D., que incorporó una obra de José Guadalupe Posada como portada y las dos pistas grabadas para el recopilatorio Death Metal (1984), «Revelations of Doom» y «Messiah». En 2020, BMG lanzó una nueva edición, remasterizada por V. Santura, compañero de Tom Warrior en Triptykon y cuyas ganancias por derechos de autor fueron a la familia de Martin Eric Ain, fallecido en 2017. Esta última versión llegaría al puesto 28 de la lista suiza de álbumes y al 39 de la alemana. Warrior declaró en 2017 que «nadie en el grupo es propietario de la música. Noise se fue a la quiebra hace unos años y la compró Sanctuary, la cual sería absorbida por Universal. Finalmente, los derechos de Hellhammer se los venderían a BMG. Parece que todo el mundo haya sido el propietario excepto nosotros».

## Recepción crítica
Tras su lanzamiento, el EP, al igual que las maquetas anteriores de la banda, recibió principalmente reseñas negativas. Dave Constable de la revista Metal Forces escribió que «este debe ser el más asqueroso y más espantoso pedazo de mierda de la historia del metal. Consiste en cuatro absolutas aberraciones —tres de las cuales suenan igual y no tienen nada que ver con la música tal y como la conocemos—. Venga Hellhammer, hacednos una favor y abandonad ya, antes de que sea demasiado tarde y destruyáis toda música conocida y corrompáis a la juventud con vuestra cagada musical», mientras que Mark Putterford de Kerrang! sentenció que «me gustaría corregir algo que he dicho con anterioridad sobre la peor grabación que he escuchado en mi vida. Sin duda alguna, es esta». De acuerdo con Warrior, los únicos que se atrevían a emitir buenos comentarios eran amigos suyos, como Mike Blim de la edición alemana de la revista Metal Hammer. Las dos canciones grabadas para el recopilatorio Death Metal también obtuvieron críticas negativas, como la de Paul Suter de Kerrang!: «Lo peor del álbum son los horribles Hellhammer, que tienen la habilidad musical de un montón de abono y un vocalista (uso un término poco exacto) que suena como un perro enfermo».
Warrior y Martin Eric Ain disolvieron el grupo en mayo de 1984, aunque sería tras su separación que agrupaciones posteriores descubrieran su obra y realizaran versiones de sus canciones. A partir de entonces, Apocalyptic Raids recibiría mejores reseñas y algunas publicaciones lo situarían como uno de los mejores trabajos de black metal. Alex Henderson del sitio web Allmusic relató que «aquellos a los que les guste los Slayer, Testament o Metallica más intensos, encontrarán mucho que atesorar en Apocalyptic Raids 1990 A.D.» y estimó que «Triumph of Death», «Revelations of Doom» y «Messiah» son «death metal por excelencia: Morboso, oscuro, pesimista y sin disculpas». Gary Graff, escritor de libro MusicHound Rock lo calificó como «otro disco definitivo del género, es algo lento y básico, pero la música golpea fuertemente». Malcolm Dome, de Metal Hammer escribió que «hay psicosis por todos lados. La carencia de habilidad de la banda hizo que parezca que venían del infierno y te arrastrarían con ellos. Este trabajo es tremendo». Greg Pratt, de la revista Decibel, declaró que «es un desastre, pero un desastre en el buen sentido de la palabra. No escucho más que pureza, pasión sin filtros con el propósito de crear un arte que no se había escuchado antes. Las voces son un dolor de cabeza para algunos, pero amo cada segundo de estas cuatro pistas» y lo seleccionó como una obra mejor que el debut del conjunto sueco Bathory, también publicado en 1984.

### Legado
Con el paso del tiempo, Apocalyptic Raids recibió el reconocimiento de bandas y artistas posteriores. Vorph, guitarrista y vocalista de Samael citó que «cuando lo escuché pensé: “Vaya, esto es algo que yo puedo hacer, algo que puedo hacer a mi manera”. Porque la mayoría de grupos en aquellos momentos eran muy técnicos». Erik Danielsson, cantante de Watain, destacó su influencia para crear su álbum Trident Wolf Eclipse (2018): «Creadores, visionarios, genios. Hay mucho que decir sobre la importancia de Hellhammer para el black metal y pocos se han acercado a su ritmo, su precisión y su elegancia infernal». Nocturno Culto, vocalista de Darkthrone, remarcó que «después de escuchar Apocalyptic Raids por primera vez me quedé asombrado. Incluso aunque era un gran aficionado de Celtic Frost y todavía lo soy, este vinilo de Hellhammer me sorprendió y a lo largo de los años me ha gustado cada vez más», mientras que Wagner Lamounier, líder de Sarcófago, lo citó como uno de sus cinco álbumes favoritos de black metal. Por su parte, agrupaciones como Emperor, Behemoth, Incantation o Kult ov Azazel han versionado algunos de sus temas.

### Reconocimientos
| Año  | Publicación  | Reconocimiento                                              | Puesto |
| ---- | ------------ | ----------------------------------------------------------- | ------ |
| 2013 | Decibel      | Los 100 mejores álbumes de black metal de todos los tiempos | 19     |
| 2013 | Noisecreep   | Los 10 mejores EP de heavy metal de todos los tiempos       | —      |
| 2018 | Revolver     | Los 25 álbumes esenciales del black metal                   | —      |
| 2018 | Metal Hammer | Los 40 mejores álbumes de black metal de todos los tiempos  | —      |
| 2020 | Metal Hammer | Los 20 mejores álbumes más diabólicos de los ochenta        | 13     |

## Lista de canciones
Toda la música y las letras compuestas por Tom Warrior, excepto donde se indique lo contrario.

| N.º | Título                                       | Música              | Duración |  |
| 1.  | «The Third of the Storms (Evoked Damnation)» |                     | 2:55     |  |
| 2.  | «Massacra»                                   |                     | 2:49     |  |
| 3.  | «Triumph of Death»                           | Warrior y Bruce Day | 9:30     |  |
| 4.  | «Horus/Aggressor»                            |                     | 4:27     |  |

| Pistas adicionales de las reediciones |                       |                 |          |  |
| N.º                                   | Título                | Letras          | Duración |  |
| 5.                                    | «Revelations Of Doom» | Martin Eric Ain | 2:52     |  |
| 6.                                    | «Messiah»             | Ain y Warrior   | 4:34     |  |

Fuente: Discogs.

## Créditos
| - Satanic Slaughter (Tom Warrior) - guitarra y voz - Denial Fiend (Bruce Day) - batería - Slayed Necros (Martin Eric Ain) - bajo y coros | Producción - Tom Warrior y Martin Eric Ain - producción e ingeniería - Horst Müller - ingeniería - Tom Warrior - portada |

Fuente: Discogs.

## Posición en las listas
| País     | Lista               | Mejor posición | Ref.   |
| -------- | ------------------- | -------------- | ------ |
| Alemania | German Albums Chart | 39             | [ 21 ] |
| Suiza    | Schweizer Hitparade | 28             | [ 21 ] |